# Microtylostylifer
Microtylostylifer är ett släkte av svampdjur. Microtylostylifer ingår i familjen Desmacellidae.
Kladogram enligt Catalogue of Life:
| Microtylostylifer | \| \| Microtylostylifer anomalus \| \| \| \| \| \| Microtylostylifer aruensis \| \| \| \| \| \| Microtylostylifer partida \| \| \| \| |
|                   | \| \| Microtylostylifer anomalus \| \| \| \| \| \| Microtylostylifer aruensis \| \| \| \| \| \| Microtylostylifer partida \| \| \| \| |
|                   | Biemna |
|                   | |
|                   | Desmacella |
|                   | |
|                   | Dragmatella |
|                   | |
|                   | Neofibularia |
|                   | |
|                   | Sigmaxinella |
|                   | |
|                   | Microtylostylifer anomalus |
|                   | |
|                   | Microtylostylifer aruensis |
|                   | |
|                   | Microtylostylifer partida |
|                   | |

|  | Microtylostylifer anomalus |
|  |                            |
|  | Microtylostylifer aruensis |
|  |                            |
|  | Microtylostylifer partida  |
|  |                            |